# Peperomia urvilleana
Peperomia urvilleana är en pepparväxtart som beskrevs av Achille Richard. Peperomia urvilleana ingår i släktet peperomior, och familjen pepparväxter. Utöver nominatformen finns också underarten P. u. fijiana.